# (95) Aretusa
(95) Aretusa es un asteroide que forma parte del cinturón de asteroides y fue descubierto el 23 de noviembre de 1867 por Karl Theodor Robert Luther desde el observatorio de Düsseldorf-Bilk, Alemania.
Está nombrado por Aretusa, una diosecilla de la mitología griega.

## Características orbitales
Aretusa orbita a una distancia media del Sol de 3,064 ua, pudiendo alejarse hasta 3,532 ua. Tiene una excentricidad de 0,1525 y una inclinación orbital de 13°. Emplea 1959 días en completar una órbita alrededor del Sol.